# Cabezo Gordo
El cabezo Gordo es una elevación de 312 metros de altura situada en la depresión litoral del Campo de Cartagena, en el municipio de Torre-Pacheco, Región de Murcia (España).
El cabezo Gordo está situado en el término municipal de Torre-Pacheco. No es de titularidad municipal pero dispone de protección ambiental al tener diversos hábitats que interesa preservar, teniendo la consideración de paisaje protegido. Desde su cumbre se divisa una amplia panorámica que incluye todo el Mar Menor y gran parte del Campo de Cartagena.

## Características geológicas
El cabezo Gordo forma parte del complejo nevado-filábride, formado durante el Triásico y emergido durante la orogenia alpina por colisión de la placa Africana contra la Euroasiática. Está compuesto por mármoles de origen metamórfico. 
 -

## Valores medioambientales
En la vegetación del cabezo destacan varios hábitats de especies iberoafricanas, como el cornical de Periploca angustifolia y arto (Maytenus senegalensis). Se ha documentado también la presencia del chumberillo de lobo (Caralluma europaea) un iberoafricanismo muy poco frecuente. Abundan también el lastonar de Brachypodium retusum y el esparto (Stipa tenacissima).
En cuanto a su fauna los más necesitados de protección son los quirópteros que suele vivir en sus cuevas, entre ellos se encuentran Miniopterus schreibersii, Myotis capaccinii, Myotis myotis, Rhinolophus euryale y Rhinolophus ferrumequinum.

## Yacimiento arqueológico de la Sima de las Palomas
En el cabezo Gordo, en una sima [kárstica] denominada Sima de las Palomas, se descubrió en 1991 uno de los yacimientos más importantes del mundo de restos del hombre de Neanderthal. En este yacimiento arqueológico se han localizado restos fósiles de, al menos, ocho individuos neardenthal. Los restos han sido datados en el Pleistoceno Superior, entre hace 150 000 y 30 000 años. Asociados a estos restos neanderthales se ha encontrado también industria lítica musteriense.
En la actualidad, 2014, se está construyendo junto al cabezo Gordo el Museo Paleontológico y de la Evolución Humana de la Región de Murcia en las inmediaciones de la sima en el que se expondrán los hallazgos de este y otros yacimientos de fósiles de la Región de Murcia.

## El mármol del cabezo Gordo

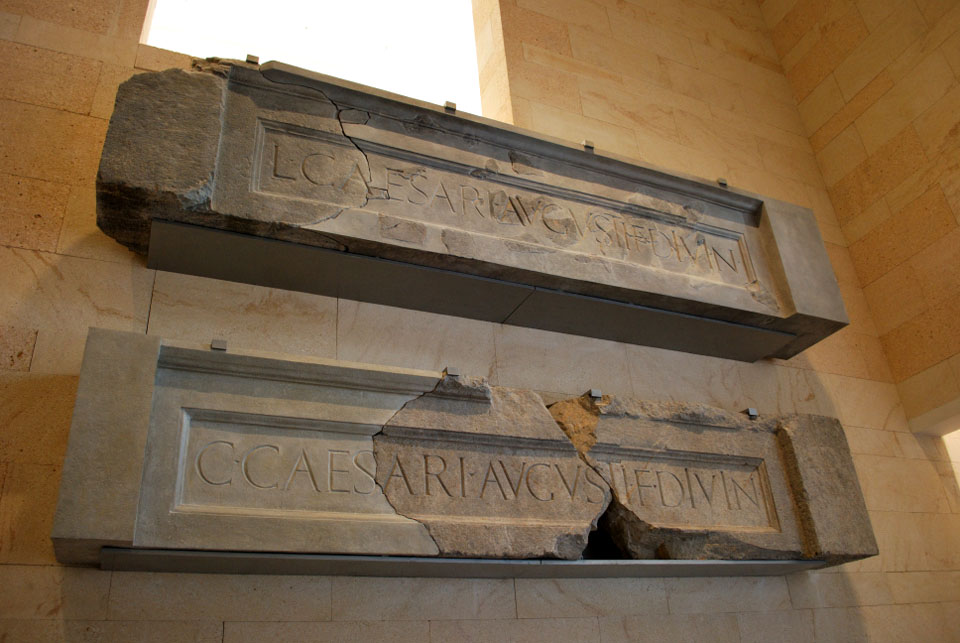
Dinteles del Teatro romano de Cartagena realizados en mármol del cabezo Gordo. Museo del Teatro Romano de Cartagena.

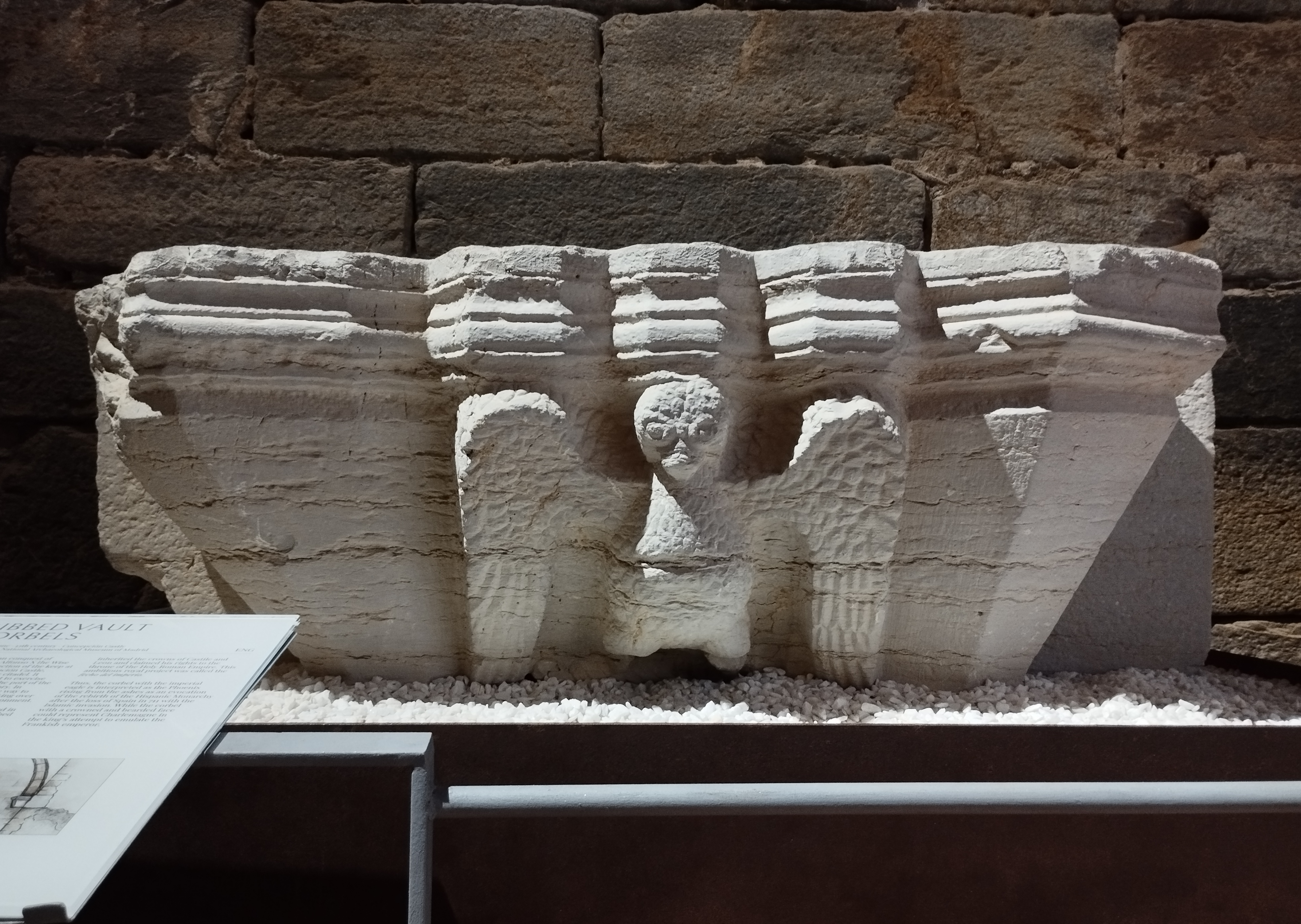
Ménsula medieval del Castillo de la Concepción de Cartagena realizado en mármol gris del cabezo Gordo.

Desde tiempos inmemoriales se viene explotando el mármol gris veteado del cabezo Gordo que fue utilizado en la antigüedad en la construcción de una buena parte de los edificios de la ciudad de Cartagena. Así por ejemplo, es uno de los materiales básicos que se emplearon en la construcción del Teatro Romano de Carthago Nova.

## Cuestiones medioambientales y protección legal
El cabezo Gordo se encuentra protegido dentro de la Red Natura 2000 con la categoría de Lugar de Importancia Comunitaria LIC.
A pesar de ello, una buena parte de su ladera norte sigue utilizándose como cantera para la extracción de mármol y grava. Numerosos colectivos sociales y vecinales vienen reclamando el cierre de esta explotación ya que pone en peligro la flora y fauna del espacio y provocan un gran impacto paisajístico y visual.